# Хямеэнахо, Ленни
Ленни Хямэенахо (фин. Lenni Hämeenaho; род. 7 ноября 2004) — финский хоккеист, нападающий клуба НХЛ «Нью-Джерси Девилз» (с мая 2025 года). Игрок сборной Финляндии по хоккею с шайбой.

## Клубная карьера
С четырёхлетнего возраста Ленни занимается хоккеем с шайбой. В апреле 2022 года подписал трёхлетний контракт с финским ХК «Эссет». Дебютировал в финской лиге в возрасте 17 лет. 29 октября 2022 года забил свою первую шайбу в матче против «КуКу», который закончился со счётом 4:3. Завершил сезон с 21 очком в 51 игре, а также с 4 очками в 8 играх плей-офф. 29 июля 2023 года Хямэенахо был выбран на драфте НХЛ под общим 58-м номером командой «Нью-Джерси Девилз».
5 марта 2025 года Ленни набрал 100 очков за карьеру в финской Лиге.
8 мая 2025 года подписал контракт начального уровня с «Нью-Джерси Девилз».

## Карьера в сборной
С 2022 года выступал за различные молодёжные и юношеские сборные Финляндии. Сыграл за Финляндию и на чемпионатах мира по хоккею с шайбой среди молодёжных команд в 2023 и 2024 годах.
В 2025 году вновь был включён в состав первой сборной Финляндии для участия на чемпионате мира в Швеции и Дании.